# Monachoda burmeisteri
Monachoda burmeisteri är en kackerlacksart som beskrevs av Henri Saussure 1864. Monachoda burmeisteri ingår i släktet Monachoda och familjen jättekackerlackor. Inga underarter finns listade i Catalogue of Life.